# Distretto di Krosno Odrzańskie
Il distretto di Krosno Odrzańskie (in polacco powiat krośnieński) è un distretto polacco appartenente al voivodato di Lubusz.

## Geografia antropica

### Suddivisioni amministrative
Il distretto comprende 7 comuni.
- Comuni urbani: Gubin
- Comuni urbano-rurali: Krosno Odrzańskie
- Comuni rurali: Bobrowice, Bytnica, Dąbie, Gubin, Maszewo